# Tramontane
Pour les articles homonymes, voir Tramontane (homonymie).

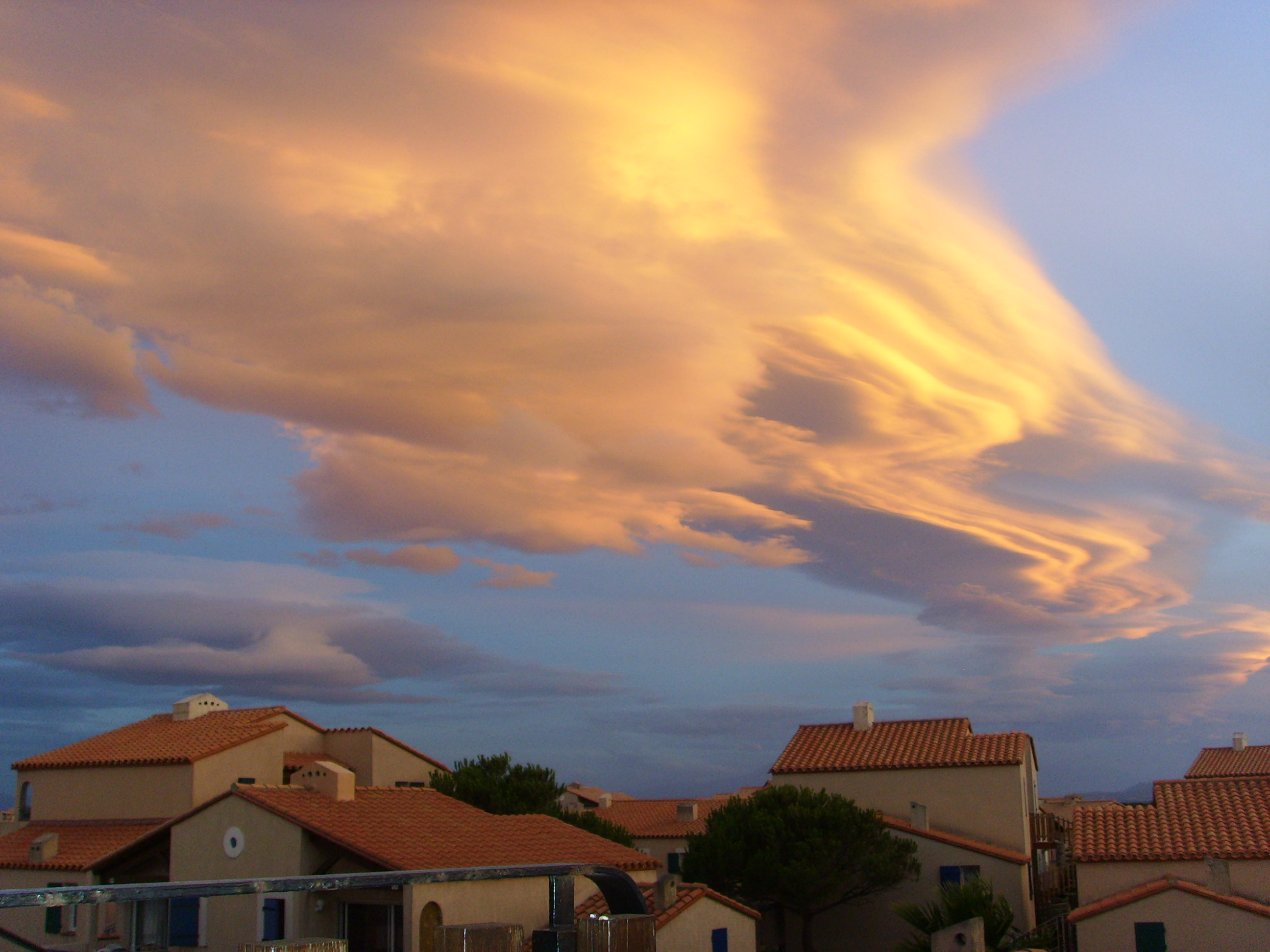
Nuages lenticulaires engendrés par des ondes orographiques associées à un épisode de tramontane au-dessus de Port Leucate.

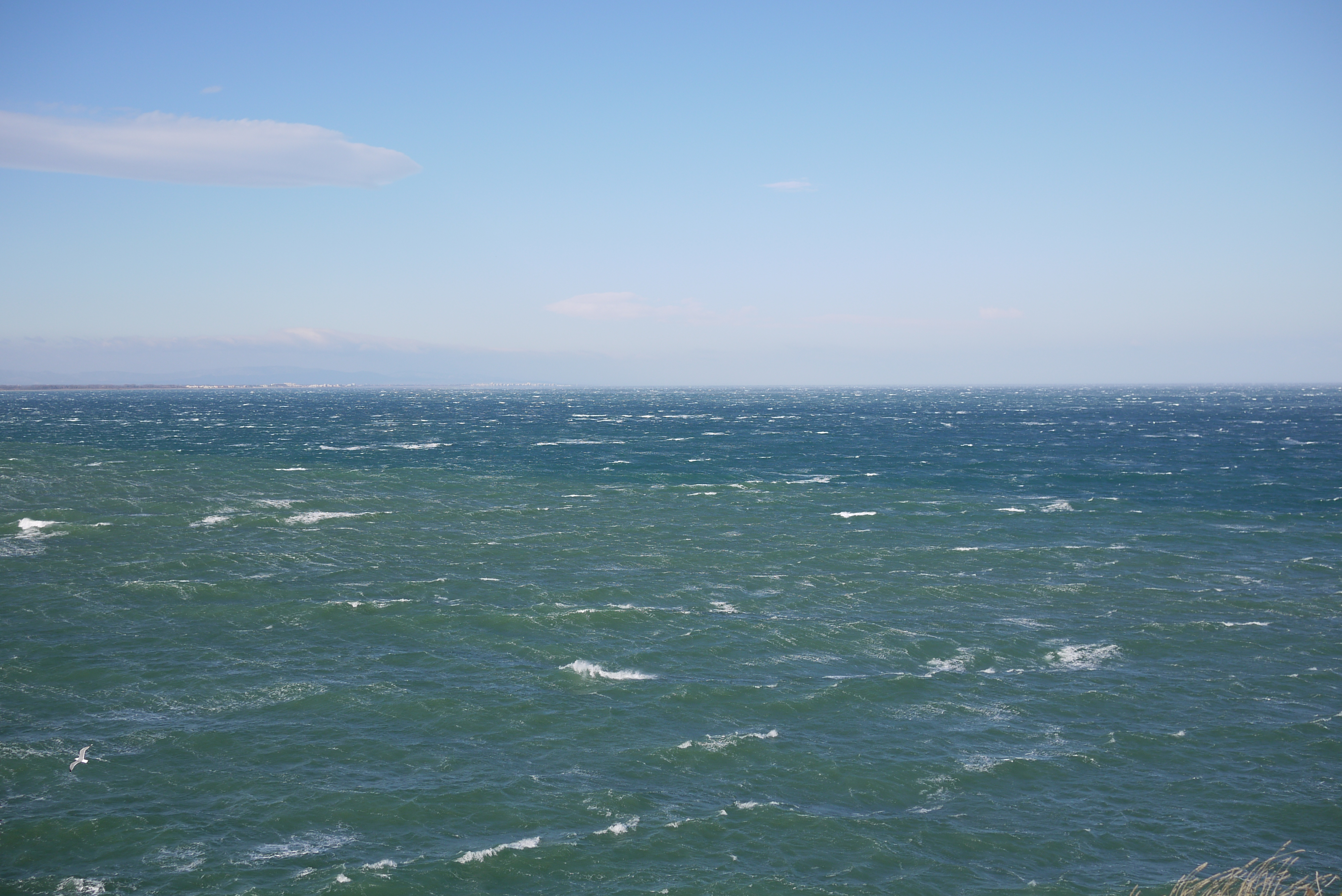
Mer agitée par la tramontane (Pyrénées-Orientales).

La tramontane est le nom donné à plusieurs vents de Méditerranée occidentale. En Catalogne et en Languedoc, la tramontane est le vent du nord-nord-ouest provenant des massifs montagneux et soufflant en direction du golfe du Lion. Il est en ce lieu l'opposé du vent d'autan,.

## Étymologie
Le mot est attesté depuis la fin du XIIIe siècle, dans l'œuvre de l'écrivain florentin de langue française Brunetto Latini Li livres dou trésor (publié aux alentours de 1265) sous la forme tramontaine de septentrion qui désigne l'Étoile polaire (ou étoile du Nord). Il est également attesté dans l'œuvre du Catalan Raymond Lulle sous les formes tremuntana et tremontana, puis sous la forme tramontane dans le Le Livre de Marco Polo (1298), rédigé en français par Rustichello de Pise, écrivain et compagnon de détention du célèbre Vénitien. Enfin, dans le manuscrit L’entrée d’Espagne (Anonyme, vers l'an 1320), il est question du vent du golfe du Lion, la tramontaine (li vant de tramontaine, vers 1786, tome 2).
Le terme provient du latin transmontanus et il désigne ici un vent du nord-ouest soufflant en Catalogne ou en bas Languedoc où les monts sont les Pyrénées (ou les Corbières, plus au nord).

## Caractéristiques: la tramontane et les tramontanes
La tramontane est corrélée à deux principales conditions météorologiques à l'échelle synoptique qui sont comparables à celles qui engendrent le mistral en vallée du Rhône et sur le littoral varois, et le libeccio sur le nord-ouest de la Corse : au printemps et en été, la zone anticyclonique sur le proche Atlantique (issue de la remontée latitudinale de l'anticyclone des Açores qui s'est avancé sur le Nord de l'Espagne et le Sud-Ouest de la France) dirige vers les régions méditerranéennes un flux de nord-ouest à nord (souvent sous forme d'un front froid) qui franchit le seuil de Naurouze où il est canalisé par les deux massifs des Pyrénées et de la montagne Noire, en raison de l'effet Venturi. En automne et en hiver, la Méditerranée reste très chaude, ce qui rend la dépression du golfe de Gênes la plus active, laquelle « aspire » la tramontane.
La tramontane est un vent froid, sec et violent, qui souffle depuis les reliefs pyrénéens ou languedociens vers le golfe du Lion. Cependant, dans le langage populaire, le mot tramontane peut désigner un vent de la Méditerranée occidentale soufflant du continent vers la mer et qui dégage le ciel.
Lors des épisodes hivernaux, la tramontane peut souffler à plus de 100 km/h en rafales, notamment dans le département des Pyrénées-Orientales.
En tant que vent du nord-ouest, il souffle sur le Languedoc où il prend le nom de cers (qui a donné le nom au dieu romain Cersius), la plaine du Roussillon, la plaine de l'Empordà et l'île de Minorque aux Baléares.
La tramontane s'accélère en passant entre les Pyrénées et le sud du Massif central, car le flux rencontre un goulot, ce qui provoque son accélération, et a également pour conséquence un effet Venturi à la verticale de ce goulot. La tramontane est proche du mistral par son origine et ses effets, mais il s'agit de deux vents différents,.

## Fréquence
La tramontane souffle plus de 100 jours par an sur la plaine du Roussillon, elle a son maximum en hiver où les rafales peuvent atteindre 90 à 100 km/h et passe par un minimum en été.
Les habitants de la région Languedoc-Roussillon parlent d'une « règle des 3, 6, 9 » qui veut que quand la tramontane se lève, elle peut souffler 3, 6 ou 9 jours.
Le mistral et la tramontane ont les mêmes causes météorologiques et sensiblement les mêmes effets. Cependant, les couloirs montagneux utilisés sont différents entre les deux vents. Les couloirs d'accélération utilisés sont :
- pour la tramontane : entre le nord des Pyrénées et le sud du Massif central,
- pour le mistral : entre l'est du Massif central et l'ouest des Alpes (vallée du Rhône).

Georges Brassens a mis en musique le poème de Victor Hugo Gastibelza, dans lequel ce dernier dit : 

« Le vent qui vient à travers la montagne me rendra fou (... m'a rendu fou). »

### Diminution des épisodes de tramontane
D’après un rapport de Météo-France publié en 2023, le nombre de jours de tramontane est en baisse depuis 2020, avec trois années consécutives comptant moins de jours de tramontane que la moyenne annuelle observée entre 1981 et 2020. Une tramontane moins fréquente dans le futur pourrait être liée au  réchauffement climatique selon une étude publiée en 2018. La tramontane est pourtant nécessaire pour le climat local du Languedoc et du Roussillon, notamment pour assécher l'air près du sol et en conduisant à une chute des eaux de surface de la mer en se mélangeant à celles du fond leur apportant de grande quantité d’oxygène et de nutriments primordiaux pour l'écosystème. Sans tramontane, tout l'équilibre des fonds marins est donc menacé.
Par ailleurs, en soufflant dans les plaines du Languedoc et du Roussillon, la tramontane est essentielle à l'assainissement des sols de la région, réputée pour ses vignes et ses arbres fruitiers.

## Locution
À l'époque classique, le terme prend le sens de « guide » (1557). En 1636 apparaît la locution figurée perdre la tramontane pour être désorienté. Cette expression se retrouve dans des vers de Molière du Bourgeois gentilhomme :
« Le Ballet des Nations, Première Entrée, autre gascon : Je perds la tramontane »
Georges Brassens utilise cette expression dans sa chanson Je suis un voyou : 

« J'ai perdu la tramontane en trouvant/perdant Margot... »

.

### Articles externes
- Diagramme de la Tramontane
- Les vents régionaux - Météo-France